# 我和殭屍有個約會系列
《我和殭屍有個約會》（英語：My Date With a Vampire）亞洲電視自製時裝魔幻劇集，劇中殭屍其實較仿似西洋吸血鬼，擁有各種特殊能力，吸食活人鮮血並不是只為生存。三部曲均圍繞「情愛」，從沉鬱男殭屍況天祐（尹天照飾）與高冷女驅魔師馬小玲（萬綺雯飾）初相識相剋，直到最後至死不渝打破命運，時空範圍甚廣，早至盤古初開，遠至2024年。其中牽涉以父子相稱的況復生，及溫柔大愛的小學教師王珍珍等人物，交織出一段可歌可泣的故事。歷史改寫後，世界觀以第二輯為正溯開端。
首輯於1998年播出，故事以中國游擊隊隊長況國華與日本皇軍少佐山本一夫這對天敵在六十年前被咬為殭屍後的恩怨為主軸，結合驚嚇、激情、浪漫、靈異、動作及特技、黑色幽默等元素，開拓港劇前所未有之領域，新鮮題材深受多地觀眾愛戴、口碑亦佳，可惜結局篇收視只有10點（約60萬人次觀看）。
第二輯於2000年3月播出，世界觀格局魁宏偌大，近似荷里活電影場面既視感，連續劇情節緊扣主線。前期大反派日東集團主席兼連環謀殺案幕後黑手堂本靜，後段終極BOSS則為仰慕並服從於女媧的殭屍始祖將臣。不但突破續集宿命，更帶動「殭屍熱潮」再上層次。結局篇收視率20點（約123萬人次收看）、最高22點，取得60%觀眾，擊破競爭對手的慣性規律。主要角色令人印象深刻，亞視深夜重播仍吸引不少粉絲。
第三輯於2004年10月播出，角色造型更加時尚，並融入當時流行的話題如大型疫症感染、酒店封鎖及醫院病房隔離等。然而由於故事深度難以消化、剪接與敍事節奏散亂、劇情漏洞之多不能與前作完美自洽、臨時變更劇本、大量起用新人，引起觀眾詬病和感陌生，劇集聲勢大不如前。收視一直在7、8點之間徘徊，未能突破雙位數字。
鑑於近年財困，亞視將三輯《殭約》售予福斯，版權（包括改篇、重拍等一切權利）現由華特迪士尼公司持有。2022年9月23日，Disney+宣布三季均於10月5日，畫面修復足本上存，觀影體驗更佳。

## 衍生作品

### 小說
- 《我和殭屍有個約會》：電視劇改編小說，由蘇珊改編，新象出版有限公司出版。
- 《天涯傳說》：編劇陳十三曾推出衍生外傳，故事早於電視劇第三輯。主角為況天涯，即馬小玲、況天佑的女兒。

### 漫畫
- 《我和殭屍有個約會2》漫畫版：由凌偉傑主編、陳佳華繪畫，漫畫分別為：〈序章〉、〈精靈傳說〉、〈天使之淚的噩夢〉、〈沒有不死的人〉、〈天佑再生〉、〈新世紀的夢〉、〈謎一樣的死屍〉。

### 遊戲
- 《我和殭屍有個約會M》：手機遊戲，於2023年推出。

## 歌曲
| 名稱                              | 主題曲                                                                                      | 插曲 |
| --------------------------------- | ------------------------------------------------------------------------------------------- | --- |
| 《我和殭屍有個約會》              | 《夢裏是誰》 （作曲：黎小田/填詞：梁立人/編曲：黎小田/主唱：王馨平）                        | 《愛債幾時還》（作曲：黎小田/填詞：梁立人/編曲：黎小田/主唱：王馨平） 《原來只要為你活一天》（主唱：陳潔儀） 《原來只要共你活一天》（主唱：張學友） 《等了又等》（主唱：陳潔儀）                                                                                          |
| 《我和殭屍有個約會II》            | 《假如真的再有約會》 （作曲：西村由紀江/作詞：鍾志榮/編曲：張兆鴻/主唱：蔣嘉瑩）            | 《愛在地球毀滅時》（作曲、填詞：鍾志榮/編曲：張兆鴻/主唱：李國祥） 《代價》（作曲、作詞、編曲：周兆麟/主唱：杜汶澤） 《問天》（作曲、作詞、編曲：李紫昕/ 主唱：陳啟泰 《愛在生死之間》（作曲、作詞、編曲：周兆麟/主唱：李潤棋）                                           |
| 《我和殭屍有個約會III之永恆國度》 | 《永恆國度》 （作詞、作曲：鍾志榮/編曲：張兆鴻/監製：張崇基、鍾志榮/ 主唱：陳啟泰、馮夏賢） | 《孤星》（作曲：張崇基/作詞：倩如/編曲：麥皓輪/主唱：陳啟泰） 《重生》（作曲：劉以達/ 作詞：黃文廣/主唱：何晶晶） 《我們都錯了》（作詞、作曲：鍾志榮/編曲：張兆鴻/主唱：劉雅麗、蔡惠玲） 《今生、他生》（作詞、作曲、編曲：李紫昕/主唱：陳啟泰） 《宿命》（主唱：陳啟泰） |

## 創作歷程

### 前塵
本劇1997年由梁立人構思，並帶到TVB(無綫電視)推銷，但不被重視，故此轉向ATV(亞洲電視)。編劇陳十三提及原定由林正英主演，演員名單最初並無萬綺雯。故事大綱完成後，卻無法聯絡已病重休養的林。亞視高層並不滿意故事概念，認為違反一般人對殭屍的認知。其後林病逝，亞視決定將項目腰斬。
面臨停拍危機，十三大膽革新，創作出一個穿短裙、長靴、貪財的女性驅魔師。監製冼志偉因此提議找萬綺雯出演。
男主演尹天照因疲累而打算辭演，但看過劇本後深受天馬行空內容吸引，決定參與。

### 外景
2000年4月第二輯拍攝完畢，萬綺雯、陳十三相戀，7天後決定結婚，4個月後正式註冊。
首輯於日本取景、第二輯遠赴英國，及至第三輯早段於北京拍攝時，萬綺雯於吊鋼索場面被弄斷肋骨、腰骨移位及磨損肝臟，須回港治療。

### 後記
2007年，陳十三接受節目電視風雲50年的訪問，提到第一輯是無可取締，但其最愛第二輯；第三輯因萬綺雯拍攝途中受傷而影響整個劇本，但三部曲的概念是完整的。

### 幕後團隊
《我和殭屍有個約會》三部曲均由陳十三編劇，第二及第三輯同時擔任故事主創。首兩輯監製為冼志偉，2002年7月不幸因癌症逝世，第三輯改由譚友一業監製。

## 殭屍虹膜的顏色
盤古族人為第一代殭屍，將臣之後就是第二代，力量隨著下一代也相對減弱。
第一代殭屍可像普通人一樣進食而不需只靠吸血為生；第二代開始則只能飲血繫命，若強行吃喝普通食物便會腸胃不適，例如嘔吐、腹瀉。
首輯劇中角色以殭屍狀態出現時，眼瞳均呈現紫藍色。吸血者可收回其直系後代的殭屍之血，使對方死亡。
第二部明確劃分五個位階，以瞳孔顏色區分：「紅、綠、橙、灰、白」，不老、不死、不滅。
第三部調整為「紅、綠、黃、藍、白、黑」，新增馬家血統「紫色眼瞳」、完顏不破感染病毒後的「銀色眼瞳」等設定。至第十代殭屍，力量便會衰減至害怕陽光、及被桃木釘刺死。
| 瞳孔顏色                 | 描述                          | 我和殭屍有個約會I        | 我和殭屍有個約會II                       | 我和殭屍有個約會III           |
| ------------------------ | ----------------------------- | ------------------------ | ---------------------------------------- | ----------------------------- |
| 紅色                     | 第一代                        | 將臣                     | 將臣 明日 況國華（後期）                 | 瑤池聖母 人王伏羲 況國華 將臣 |
| 綠色                     | 第二代                        | 況國華 況復生 山本一夫   | 況國華(前期) 況復生 司徒奮仁 奇諾 李維斯 |                               |
| 橙色 黃色                | 第三代                        | 山本未來 KEN HERMAN 碧加 | 堂本靜 金正中                            |                               |
| 灰色 藍色 (內附白色條紋) | 第四代                        |                          | 金未來 萊利                              | 嫦娥                          |
| 白色                     | 第五代                        |                          | 詩雅 珍妮                                |                               |
| 黑色                     | 沒有靈魂                      |                          | 萊利古堡附近村民                         |                               |
| 紫色                     | 擁有馬家驅魔龍族血統          |                          |                                          | 湯金寶 馬小玲 況天涯          |
| 銀色                     | 病毒變種                      |                          |                                          | 完顏不破                      |
| 啡色                     | 多代之後， 害怕陽光、能力薄弱 |                          |                                          | Mr. X                         |

註1：第一部的殭屍以血作為系屬，KEN是山本未來所咬死，卻因為山本一夫的血而變成殭屍，故屬於第三代。
註2：第一部後期曾經短暫變為殭屍的角色，第三代為王珍珍、林國棟、劉海、李家英、許明華；第四代則是歐陽嘉嘉、黎志榮、被劉海咬過的警察。
註3：萊利為徐福所咬，本應是第三代殭屍，可是劇中卻是灰色眼瞳，對此編劇陳十三承認是劇組當時的誤差。
編輯：部分觀眾自行推測為萊利不忍心吸食人血故最終退化，但其第三代虹膜紋路無變，只是顏色更改能力退化。
註4：「愛才是殭屍最大的力量」，第二部金未來為保護兒子而跨級抹殺李維斯，況國華於結局篇升級為紅眼第一代；第三部Mr. X接受命運操控後，被賦予第三代的力量。
註5：湯金寶在第三輯第32集被人王伏羲所咬，由於與馬大龍結婚生下馬小玲、馬小虎，因此身體存在著馬家的紫色眼瞳殭屍血脈。
註6：864年前，瑤池聖母的怪蟲進入完顏不破的鼻孔，使他變成紅色眼瞳的第一代殭屍。岳银瓶在夢的最後把銀簪刺在怪蟲裏，或者因為銀色金屬有解毒效果，所以完顏不破變成銀色眼瞳。
註7：嫦娥是命運製造的變種殭屍。初次变成殭屍後眼瞳呈現純藍色，沒有第四代的白色條紋。所以並不真正屬於四代（而是變種類）
註8：朱仙鎮一役，大量士兵被完顏不破所咬，卻均變成沒有靈魂思想的黑色眼瞳殭屍，唯一合理的解釋是因為完顏不破屬於聖母病毒變種，而並非真正的第一代殭屍。不過同樣情況其實亦在第二部發生過，堂本靜所咬的殭屍行為有若喪屍軍團，原因並無詳述，只能理解為被咬者本身若沒足夠智慧，只會變成被支配的低等殭屍。
編輯：對於完顏不破的例子，原因更像是因為其病毒變種的關係，殭屍血活性不足而使對方跌為六代。
註9：老徐被黑眼殭屍咬傷，瞳孔卻是灰色；耶律鬼被咬為殭屍後，眼瞳則為黃色，可靠說法為當時劇組趕不及訂製足夠的隱形眼鏡。至於Mr. X在「花花春田聯誼會」結識的朋友，劇中均無交代殭屍等級。

## 涉及主題
- 殭屍片
- 吸血鬼電影